# Patricia Bredin
Patricia Bredin (Kingston upon Hull, 14 febbraio 1935 – Nuova Scozia, 13 agosto 2023) è stata un'attrice e cantante britannica, nota come la prima rappresentante del Regno Unito all'Eurovision Song Contest.

## Biografia
Nata nella parte orientale di Hull, frequentò la Newland School for Girls. Iniziò a cantare nella Hull Operatic Society, che si esibiva presso la City Hall e altre strutture. Fu adocchiata per l'Eurovision durante un'esibizione al Savoy Hotel di Londra, a cui seguì una proposta dei produttori della BBC. Secondo quanto da lei dichiarato, nessuno voleva cantare la canzone che sarebbe stata portata in gara. Prese così parte all'Eurovision del 1957, tenutosi a Francoforte, e si classificò al settimo posto (su dieci) con il brano All, la prima canzone in assoluto cantata in inglese all'Eurovision. Con una lunghezza di 1 minuto e 52 secondi, All è stata per molto tempo la performance più breve nella storia del concorso. Il brano non fu inciso dopo la competizione.
Nel 1957 Bredin interpretò la parte di Molly, la ragazza dell'isola, nel cast originale del musical Free as Air. Nel 1959, recitò nella commedia britannica Left Right and Center con Ian Carmichael. Questa performance spinse gli operatori britannici del cinema a votarla come una delle nuove stelle britanniche più promettenti insieme a Peter Sellers e Hayley Mills. Durante il Santo Stefano del 1959 apparve nel programma di varietà di lunga data della BBC TV The Good Old Days, che fu ritrasmesso il Santo Stefano 2016 su BBC4 come parte della celebrazione del programma da parte della BBC.
L'anno successivo ebbe una parte da protagonista in un'altra pellicola, il film in costume Il segreto di Montecristo, e recitò anche con Sid James in Desert Mice.
Bredin lavorò con regolarità sui palchi del West End e di Broadway. Succedette a Julie Andrews nel ruolo di Ginevra nella produzione di Broadway di Camelot. Interpretò il ruolo dal 16 aprile 1962 fino a quando tre mesi dopo fu sostituita da Janet Pavek.
Nel 1964, Bredin sposò il cantante gallese Ivor Emmanuel, con cui il matrimonio durò poco: non ebbero figli e divorziarono nel giro di due anni.
In seguito sposò l'uomo d'affari canadese Charles MacCulloch, il quale morì poco dopo durante la luna di miele. In qualità di Patricia Bredin-McCulloch mise su una mandria di mucche nella loro tenuta in Nuova Scozia e si prese cura di loro per quasi dieci anni prima che complicazioni finanziarie ponessero fine al suo allevamento di bestiame. Pubblicò alcune memorie questo periodo della sua vita in My Fling on the Farm (1989).

## Filmografia parziale

### Cinema
- Left Right and Centre, regia di Sidney Gilliat (1959)
- The Bridal Path, regia di Frank Launder (1959)
- Make Mine a Million, regia di Lance Comfort (1959)
- Desert Mice, regia di Michael Relph (1959)
- Il segreto di Montecristo (The Treasure of Monte Cristo), regia di Robert S. Baker e Monty Berman (1961)
- To Have and to Hold, regia di Herbert Wise (1963)

### Televisione
- I gialli di Edgar Wallace (The Edgar Wallace Mystery Theatre) – serie TV, episodio 4x09 (1964)